# Verbascum tetuanense
Verbascum tetuanense är en flenörtsväxtart som beskrevs av Carlos Pau. Verbascum tetuanense ingår i släktet kungsljus, och familjen flenörtsväxter. Inga underarter finns listade i Catalogue of Life.